# Hipercapnia
Hipercapnia é o aumento do gás carbônico no sangue arterial que pode ser provocada por uma hipoventilação alveolar (em caso de asfixia, por exemplo). Os hormônios da tireóide aumentam a resposta respiratória à hipercapnia.
Chama-se hipercapnia em medicina ao aumento da pressão parcial de dióxido de carbono (CO2), medida em sangue arterial, acima de 46 mmHg (6,1 kPa). Produz-se uma diminuição do pH devido ao aumento da concentração plasmática de dióxido de carbono. A pressão do CO2 no sangue aumenta (hipercapnia) quando os pulmões estão superventilados. A hipercapnia normalmente ocorre quando os músculos usados na inalação estão muito débeis para ventilar os pulmões adequadamente.
A hipercapnia normalmente desencadeia um reflexo que aumenta a respiração e o acesso ao oxigênio (O2), como a excitação e a rotação da cabeça durante o sono. Uma falha desse reflexo pode ser fatal, por exemplo, como um fator contribuinte na síndrome da morte súbita infantil.